# 土佐町
土佐町（日语：／ Tosa chō）是位於日本高知縣土佐郡的町。境內約87%的面積被山林覆蓋，吉野川由西向東流經城鎮中心旁，被稱為「四國的水庫」- 四國最大的水庫早明浦水庫坐落於於境內，當地人口則多集中在流經城鎮中心的地藏寺川沿岸。土佐町在內的嶺北地區生長的日本柳杉，因其中心呈現紅色而被稱為「赤身杉」或「土佐赤杉」。

## 地理
當地整體氣候溫暖多雨，年均溫約為14度，年均降雨量則約2700毫米。

## 歷史
土佐町各地曾出土繩紋陶器與石斧等器具，顯示當地在古時便有人類定居。當地在室町幕府末期至戰國時代成爲地方土豪相互爭鬥的地區。江戶時代，土佐地區在山內家的家老野中兼山推動的田地開放、修築灌溉渠道等計畫下逐漸發展。

### 行政區劃變遷
- 1889年4月1日：實施町村制，現在的轄區在當時分屬：
  - 土佐郡：地藏寺村、森村。
  - 長岡郡：田井村、吉野村。
- 1955年3月31日：地藏寺村、森村、田井村合併為土佐村。[5]
- 1955年4月20日：吉野村和本山町合併為新設置的本山町。
- 1961年4月1日：本山町的舊吉野村的部份地區（上津川、下川、古味、井尻、大淵）被併入土佐村。
- 1970年4月1日：改制為土佐町。
- 曾於2003年與相鄰的本山町及大川村討論合併，在公民投票中被否決[6]。

### 變遷表
| 1889年4月1日 | 1889年 - 1926年           | 1889年 - 1926年     | 1926年 - 1954年     | 1955年 - 1989年      | 1955年 - 1989年         | 1989年 - 現在 | 現在   |
| ------------ | ------------------------- | ------------------- | ------------------- | -------------------- | ----------------------- | ------------- | ------ |
| 森村         | 森村                      | 森村                | 森村                | 1955年3月31日 土佐村 | 1970年4月1日 土佐町     | 土佐町        | 土佐町 |
| 地藏寺村     |                           |                     |                     | 1955年3月31日 土佐村 | 1970年4月1日 土佐町     | 土佐町        | 土佐町 |
| 田井村       |                           |                     |                     | 1955年3月31日 土佐村 | 1970年4月1日 土佐町     | 土佐町        | 土佐町 |
| 吉野村       | 吉野村                    | 吉野村              | 吉野村              | 1955年4月20日 本山町 | 1961年4月1日 併入土佐村 | 土佐町        | 土佐町 |
| 西本山村     | 1890年6月1日 改名為本山村 | 1909年6月1日 本山町 | 1909年6月1日 本山町 | 1955年4月20日 本山町 | 本山町                  | 本山町        | 本山町 |

## 教育
町內有設立1所托兒所。原先各有6所小學以及5所中學，分別於2009年以及1983年併校，2022年再合併為町立中小學校。當地設有兩所研究機構，土佐町堆肥中心以及土佐町酪農中心。

## 交通
轄區內無鐵路和快速道路通過，距離最近的車站是位於約半小時車程外的四國旅客鐵道土讚線大杉車站。

## 觀光
土佐町境內有兩座水庫，稻叢山的稻村水庫原為天然湖，經過建設後成為水庫。另一座早明浦水庫則是人工湖，鄰近大川村原先的村中心現在位於水庫底。町內規劃的景點列舉如早明浦水庫的櫻花，稻叢山，瀨戶川溪谷，平石的乳銀杏樹（國家指定天然記念物），桂月館等等。

## 姊妹、友好城市

### 日本
- 十和田市（青森縣）

## 外部連結
- （日語） 土佐地區商工會
- （日語） 嶺北廣域行政事務組合 （页面存档备份，存于）